# 魂の旋律 音を失った作曲家
『魂の旋律〜音を失った作曲家〜』（たましいのせんりつ おとをうしなったさっきょくか）は、2013年3月31日に日本放送協会（NHK）が『NHKスペシャル』で放送した、佐村河内守を特集したドキュメンタリー番組である。同年4月13日にも再放送された。

## 制作経緯
制作を担当したディレクターの古賀淳也は、2007年1月放送のNHKBS『五木寛之 21世紀・仏教への旅』で、五木の要望で同番組の音楽担当に起用された佐村河内守の名前を初めて知ったという。同年の10月、講談社宣伝企画部の山上昌弘から古賀に対して、刊行間もない佐村河内の自叙伝が手渡され、番組化を打診された（2002年にNHKスペシャルとして放映され内容に関しヤラセやタイアップなどの議論を呼んだ「奇跡の詩人 〜11歳 脳障害児のメッセージ〜」においても講談社が関与した疑いがある）。古賀はこれに応じて翌11月、佐村河内守の自宅を訪問し取材を開始、2008年9月1日の交響曲第1番広島初演までを追ったドキュメンタリー番組「音を喪（な）くした作曲家〜その闇と旋律〜」を制作し、同年9月15日『筑紫哲也 NEWS23』内で放送された。
以来古賀は、2012年9月に企画したNHK「情報LIVE ただイマ! 」や「あさイチ」といったテレビ番組の制作を通じて佐村河内と交流し取材を続けてきた。
同年冬、佐村河内が東日本大震災の被災地に向けたレクイエムの作曲（原文ママ）に取りかかり、古賀はその創作活動を撮影したいと申し出た。井上勝弘チーフプロデューサーの勧めで、NHKに企画を持ち込み、同年12月中旬に企画が採用された。
2013年1月13日、佐村河内と撮影クルーは、被災時の体験を語ってもらうため宮城県石巻市を初訪問。1月下旬、「義手のヴァイオリニスト」として知られる千葉県在住の“みっくん”を訪問、撮影した。1月27日、岩手県陸前高田市で撮影。取材班はレクイエムの作曲（ママ）に苦悩しつつも完成にこぎつける佐村河内の姿を追っていった。5回目の石巻入りで、3月10日の石巻市立湊小学校体育館での「ピアノのためのレクイエム イ短調」初演や、翌3月11日の震災二周年追悼式典を取材、佐村河内や被災者らの姿がフィルムに収められた。

## 出演者
参照：gooテレビ番組より
- 佐村河内守
- 野本由紀夫
- 三枝成彰
- 田部京子
- 遠藤憲一（ナレーション）[15]ほか

## スタッフ
参照 : 古賀淳也『魂の旋律―佐村河内守』（NHK出版、2013年10月25日）p.254より
- ディレクター - 古賀淳也、木下千種[7]
- 取材協力 - 石巻市立湊小学校、伊藤裕太[要出典]
- 撮影 - 松宮拓
- 技術 - 高橋亮治
- 音声 - 高田秀一、増田隆
- 映像技術 - 丸山義隆
- CG制作 - 竹下裕章
- 音響効果 - 高石真美子
- 編集 - 北森朋樹
- 取材 - 小林諭
- 制作統括 - 吉田卓哉、佐藤克利
- 制作著作 - NHK

## 反響
番組放送後、交響曲第1番のCD売り上げが大幅に伸び、累計18万枚というクラシック界では「異例の大ヒット」を記録し、全国ツアーが組まれた。フジテレビジョン『めざましテレビ』やTBSテレビの番組も佐村河内を取り上げた。同年10月25日、古賀の著した『魂の旋律-佐村河内守』がNHK出版から刊行された。

## ゴーストライター問題と障害詐称疑惑
2014年2月5日、佐村河内のゴーストライター問題が『週刊文春』（平成26年2月13日号）の、新垣隆への取材と調査報道による追及で明るみに出て、次々と全国ツアーがキャンセル・中止されることとなった。NHKによると、同年2月2日に代作との情報が寄せられ、2月4日に本人に確認したところ事実を認めた。NHKオンラインの同番組サイト内で「取材や制作の過程で、本人が作曲していないことに気づくことができませんでした」と謝罪した。NHKオンデマンドでの配信も停止された。
2月13日、籾井勝人NHK会長は定例記者会見において当番組に言及、「結果としてだまされた」「気がつかずに放送したことは視聴者におわびする」と陳謝、制作過程に問題がなかったかを聞き取り調査中であり、検証番組について「何らかの形でやる必要があろうかと思う、現場ともよく相談して検討したい」と述べた。
3月16日、『NHKとっておきサンデー』にて佐村河内関連の番組についての調査報告を行い、『佐村河内氏関連番組・調査報告書』を公開した。